# Henry von Prahl
Henry von Prahl (* 4. Februar 1948 in Bad Heilbrunn; † 27. November 1989 in Bogotá, Kolumbien) war ein kolumbianischer Biologe.
Henry von Prahl lebte und arbeitete in Kolumbien, nachdem seine Eltern 1953 sich dort aussiedelten. Er lehrte an der Universidad del Valle in Cali und forschte auf dem Gebiet der Decapoden- bzw. Zehnfüßler.
Er starb mit 107 Passagieren an Bord einer Boeing 727 der Fluglinie Avianca kurz nach dem Start vom Flughafen Bogotá. Das Bombenattentat wird Pablo Escobar Gaviria zugesprochen, der hierdurch auch zwei Capos des rivalisierenden Drogenkartells ermordet haben soll.
| Personendaten    | Personendaten                 |
| ---------------- | ----------------------------- |
| NAME             | Prahl, Henry von              |
| KURZBESCHREIBUNG | kolumbianischer Meeresbiologe |
| GEBURTSDATUM     | 4. Februar 1948               |
| GEBURTSORT       | Bad Heilbrunn                 |
| STERBEDATUM      | 27. November 1989             |
| STERBEORT        | Bogotá, Kolumbien             |